# Netam
Netam est un village du Cameroun, appartenant à la commune de Bangangté, dans le département du Ndé et la Région de l'Ouest. Il fait partie de la chefferie de Bangoulap.

## Population
Selon le recensement de 2005, la population de Netam était de 83 personnes.